# أكيلا وبريسكيلا
أكيلا أو أكيلاس (باليونانية: Ἀκύλας) بريسكيلا أو بريسيلا (باليونانية: Πρίσκιλλα) هما زوجان رسولان مسيحيان من القرن الأول الميلادي، تم ذكرهما في العهد الجديد؛ في سفر أعمال الرسل والرسالة إلى أهل رومية، كانا صانعي خيام مثل بولس الطرسوسي. ذكر الكتاب أن أكيلا كان أحد الرسل السبعين وهو من بنطس، وبريسكيلا هي امرأة ذات ثقافة يهودية من روما، واعتقد البعض أنها كانت كاتبة الرسالة إلى العبرانيين، سنة 49، بعد إذ رُحِّلا من روما مع غيرهم من اليهود بأمر الإمبراطور كلوديوس، توجها نحو كورنثوس حيث عاش بولس في منزلهما لمدة 18 شهرا. بعدها، قررا الانضمام إلى بولس في رحلة عودته إلى الشام لكنهما توقفا عند أفسس، يذكر التقليد أن بولس عين أكيلا أسقفا على بنطس، كما يذكر أنه تم قطع رأسيهما أثناء عصر نيرون.